# 斯巴達克同盟

斯巴达克同盟旗帜

斯巴達克同盟（德語：Spartakusbund）是德國社會民主黨左翼于1914年8月4日建立的反对第一次世界大战的革命团体。

## 历史
1914年，第一次世界大战爆发后，德國社會民主黨左翼领导人卡爾·李卜克內西、羅莎·盧森堡等人组成國際派（因該派曾創辦《國際》雜誌而得名），开展反战活动。1915年，一戰的西方前線戰局僵持不下，且轉變為死傷慘重的陣地戰。因叛國罪入獄的羅莎·盧森堡與卡爾·李卜克內西針對此事開始了非法的政治通信，信中要求終止內部和平協定、立即展開戰爭談判，而上述信件，皆以羅馬奴隸起義領袖斯巴達克斯的名字署名。1916年1月1日，在國際派會議上，發表政治通信《斯巴達克信札》。此后，该派被称为斯巴達克派。
该组织在群衆中進行反對帝國主義戰爭的宣傳，揭露德国当局的侵略政策和德国社會民主黨右翼領導人的叛變行為。1917年，包括斯巴达克派在内的德国社会民主党左派和中派另行组建德國獨立社會民主黨。1918年11月，斯巴達克派號召工人积极参加十一月革命。同月，斯巴達克派改組為斯巴達克同盟。12月30日，斯巴達克同盟联合不来梅左派建立德國共產黨。
该组织的主要領導人有卡爾·李卜克內西、羅莎·盧森堡、弗兰茨·梅林、克拉拉·蔡特金等。